# Municipio de Guerrero (Chihuahua)
El municipio de Guerrero es uno de los 67 municipios en que se divide el estado mexicano de Chihuahua. Su cabecera es Guerrero

## Geografía
Guerrero se encuentra ubicado en el oeste del territorio de Chihuahua, en plena Sierra Madre Occidental, sus límites son, al norte con los municipios de Namiquipa y Matachí, al oeste con los de Temósachi y Ocampo, al sur con municipio de Bocoyna y  Carichí y al este con Bachíniva, Cuauhtémoc y Cusihuiriachi. Su extensión territorial es de 5,603.60 km², la cual representa el 2.27% del total del territorio de Chihuahua.

## Escudo
Con el objeto de darle identidad y propiedad al Escudo del Municipio de Guerrero, Estado de Chihuahua México, siendo presidente del mismo el C. Luis Moya Anchondo y Srio. del ayuntamiento el C. Rosario Guillermo Ruiz Molina, se llevó a cabo una asamblea extraordinaria con el fin de llevar a concurso el diseño de lo que sería el escudo del Municipio. Este concurso se efectuó en el periodo o trienio del año 1989-1992 y siendo gobernador el C. Lic. Fernando Baeza Melendez; resultando de entre varios concursantes ganador el C. Octavio Contreras Pérez, oriundo del poblado de Miñaca del mismo municipio, al cual se le concedió un estímulo.
Simbología
El escudo en su interior tiene el contorno del municipio y lo cruzan dos líneas en diagonal, una carretera y una vía de ferrocarril. La primera que data de muchos años, Pedernales-Santo Tomas, la segunda La Junta-Yepachi y el ferrocarril Chihuahua al Pacífico que cruzan en su mayoría el municipio.
- Aparecen dos pinos que representan la Sierra Madre Occidental de la cual baja el agua al Valle del Papigochi que es retenida por la presa “Abrahám González Casavantes” prócer de nuestra historia.

- El templo y el libro representan la religión cristiana católica, la educación kinder, primaria, secundaria, preparatoria, respectivamente.

- La cabeza del indio Tarahumara representa a “Gabriel Teporame” llamado el Teporaca (o Hachero) en el béisbol que es el deporte del municipio. “Los Teporacas de Guerrero” llevan su nombre.

- Las manzanas que dieron fama e impulso al Valle del Papigochiy al poblado de estación Adolfo López Mateos (La Junta) las manzanas simbolizan que en esa época se cosechaba más roja que amarilla, el maíz y el ganado bovino son la economía del mismo.

- En el interior del contorno aparecen las frases “Valle del Papigochi” parte superior y “cuna de la revolución” parte inferior, la primera representa al pájaro pico largo, la segunda a los levantamientos en armas por Gabriel Teporame en contra de los españoles; Cruz Chávez en contra del caciquismo; Pascual Orozco en contra del porfiriato.

- El pergamino en color dorado y los colores de la Bandera Nacional de México significan que el municipio es próspero y nacionalista.

(Estos datos están asentados en actas de protocolo del ayuntamiento de la presidencia municipal de Ciudad Guerrero en el trienio 1989-1992.)

### Orografía e hidrografía
El territorio del municipio se encuentra inmerso en la Sierra Madre Occidental, principalmente sus porciones oeste y sur, mientras que el extremo este está formado por valles más bajos, las principales serranías reciben los nombres locales de Cologachi, La Cantera, La Guajolota, Ramurachi y Gasachi, la Sierra Gasachi que alcanza una altura máxima de 3,060 m s. n. m. es la segunda mayor elevación del estado de Chihuahua, después del Cerro Mohinora; siendo otras menores las llamadas Charamuscas, Pedernales y Calera. En el municipio se encuentra el característico Cerro de Miñaca, ubicado junto a esta población de la cual es símbolo, no por su altura, sino por su forma particular.
La principal corriente del municipio es el Río Papigochi, que lo recorre de sur a norte y nace en los límites del municipio con los de Bocoyna y Carichí, en las inmediaciones de la cabecera municipal, Guerrero, se encuentra represado en la Presa Abraham González, principal fuente de riego agrícola en la región; el río Papigochi recibe en el municipio como afluentes a los ríos Pichachi, Tomochi, Basúchil y Verde, y posteriormente, en el estado de Sonora, forma al Río Yaqui.
Hidrológicamente, el territorio de todo el municipio pertenece a la Región hidrológica Sonora Sur y la Cuenca del Río Yaqui, por lo que todos sus escurrimientos se dirigen al Océano Pacífico.

### Clima y ecosistemas
El clima del municipio se caracteriza por sus veranos templados y cortos, e inviernos fríos con abundantes nevadas y heladas, así mismo varía de acuerdo con la altitud, por lo que se registran tres tipos diferentes de clima en su territorio, el primero se encuentra en la zona más al sur, la de mayor altitud, siendo Semifrío subhúmedo con lluvias en verano, el segundo, situado en una zona irregular del centro-norte del territorio es Templado subhúmedo con lluvias en verano y finalmente una zona al norte registra clima Semiseco templado. La temperatura media anual que se registra en la mayor parte del municipio se encuentra en un rango que va de los 10 a los 14 °C, y algunas zonas del sur y oeste del territorio, igualmente las de mayor altitud, registran una temperatura media inferior a los 10 °C, la menor del estado de Chihuahua.
La precipitación media anual se registra en una serie sucesiva de bandas que avanzan en sentido suroeste-noreste, yendo desde la superior a los 1,000 mm anuales en el extremo suroeste, la mayor precipitación que se registra en Chihuahua, y hasta los 400 a 500 mm en el extremo noreste.
La flora principal del municipio está constituida por Coníferas en los bosques de las zonas altas, y plantas como yuca, agave, palma, cactáceas y mezquite en las zonas más bajas y secas; la gran mayoría del territorio se encuentra cubierta por bosque, sin embargo una zona central, en los alrededores de las poblaciones de Guerrero y La Junta, se encuentra una importante zona dedicada a la agricultura, siendo principalmente cultivados árboles frutales como el manzano, además de cebada, papas, trigo y avena, entre otros. Las principales especies animales que se pueden encontrar en el municipio son oso negro, puma, gato montés, coyote, paloma de collar, guajolote y conejo.

## Demografía
Según el Conteo de Población y Vivienda de 2020 realizado por el Instituto Nacional de Estadística y Geografía, la población del municipio de Guerrero es 35 473 habitantes, de los cuales 49.9% son hombres y 50.1% son mujeres. El 30.9% de la población es menor de 15 años de edad, mientras que el 60.2% se encuentra entre los 15 y los 64 años de edad, 40.9% de la población reside en localidades superiores a 2,500 habitantes, que son la cabecera municipal, Guerrero, y La Junta, y el 2.7% de la población mayor de 5 años es hablante de una lengua indígena.

### Localidades
En el censo de 2020 el municipio de Guerrero contaba con 441 localidades.
| Código INEGI      | Localidad         | Población (2020) |
| ----------------- | ----------------- | ---------------- |
| 080310003         | La Junta          | 8 409            |
| 080310001         | Guerrero          | 7 834            |
| 080310128         | Tomochi           | 2 872            |
| 080310023         | Basúchil          | 1 339            |
| 080310071         | Pascual Orozco    | 1 038            |
| Otras localidades | Otras localidades | 13 981           |
| Total municipal   | Total municipal   | 35 473           |

De las 441 localidades, todas a excepción de dos, Guerrero y La Junta, son consideradas rurales.

## Comunicaciones
El territorio del municipio es un important nudo de comunicaciones para la región de la Sierra, así como para comunicar los estados de Chihuahua y Sonora.

### Carreteras
La principal carretera que atraviesa el Municipio de Guerrero es la Carretera Federal 16, que en sentido este-oeste cruza longitudinalmente su territorio, hacia el este comunica con las ciudades de Cuauhtémoc y Chihuahua, y hacia el oeste continúa hacia Basaseachi y al estado de Sonora, culminando en Bahía de Kino tras pasar por la ciudad de Hermosillo, la carretera es una autopista de cuatro carriles desde la ciudad de Chihuahua hasta la población de La Junta, desde donde continúa como una carretera sencilla de dos carriles, las principales poblaciones de Guerrero comunicadas por esta carretera son La Junta y Tomochi.
En La Junta la carretera 16 enlaza con una carretera estatal que desde este punto hacia el norte comunica a la cabecera municipal, Guerrero y otras comunidades menores como San Isidro Pascual Orozco, tras salir del municipio, esta carretera lo comunica con Matachí y Madera, donde concluye. Una segunda carretera estatal de desprende de la carretera federal 16 unos kilómetros al oeste de La Junta, esta carretera conduce hacia el sur, comunicado el extremo sur del municipio de Guerrero con el vecino de Bocoyna, enlazando importantes poblaciones turísticas como San Juanito y Creel.

### Ferrocarril
El principal motor de desarrollo del municipio de Guerrero fue la introducción del ferrocarril, el principal de los cuales el Ferrocarril Chihuahua al Pacífico cuya línea recorre el municipio proviniendo del este, desde el municipio de Cuauhtémoc y saliendo con dirección suroeste, hacia el de Bocoyna. El principal punto comunicada por el ferrocarril fue la población de La Junta, que albergaba una de las principales estaciones y talleres ferrocarrileros. En esta misma población comienza otra línea de ferrocarril, que en dirección norte pasa por la cabecera municipal y continúa por los municipios del noroeste de Chihuahua hasta terminar en Ciudad Juárez.

## Política
El municipio de Guerrero fue formalmente creado el 5 de enero de 1826, nunca ha perdido su condición de municipio a lo largo de su historia, de su territorio original fue creado el 3 de agosto de 1895 el municipio de Matachí, y el 12 de octubre de 1911 el antiguo Municipio de Santo Tomás, este último, junto con el de Bachíniva fueron suprimidos e incorporados a Guerrero el 18 de julio de 1931; sin embargo el de Bachíniva fue restituido y segregado de Guerrero el 19 de marzo de 1932, no así el de Santo Tomás que desapareció definitivamente, desde entonces su territorio se ha mantenido su variación alguna.
El gobierno del municipio le corresponde al Ayuntamiento, el cual está formado por un Presidente Municipal, un cabildo integrado por 14 regidores, ocho electos por mayoría y seis por representación proporcional; y un síndico encargado de la fiscalización y vigilancia de los recursos del ayuntamiento. El presidente municipal y los regidores de mayoría son electos mediante una planilla única, mientras que el síndico es electo de manera independiente. Todos los cargos son electos para un periodo de tres años que comienza el día 10 de octubre del año de la elección y no puede ser renovable para el periodo inmediato, pero si de manera intercalada.

### División administrativa
Guerrero se encuentra dividido en 20 secciones municipales, la mayor cantidad de secciones de todos los municipios de Chihuahua, y que son: Arisiachi, Basúchil, Guadalupe, Jesús Lugo, La Junta, Miñaca, Orozco, Pachera, Pahuiriachi, Pedernales, Calera, Pichachi, Rancho Colorado, Rancho de Santiago, San José de Baquiachi, Santo Tomás, San Pablo de la Sierra, Temechi, Tomochi y Estación Terrero.

### Representación legislativa
Para la elección de Diputados al Congreso de Chihuahua y al Congreso de la Unión, el municipio de Guerrero se encuentra integrado de la siguiente manera:
Local:
- Distrito electoral local 13 de Chihuahua con cabecera en Guerrero.

Federal
- VII Distrito Electoral Federal de Chihuahua con cabecera en Ciudad Cuauhtémoc.[21]

### Presidentes municipales
- (1921 - 1922): Jesús María Nava
- (1924 - 1925): Francisco Díaz Pacheco
- (1928 - 1929): Eduardo Domínguez
- (1933 - 1934): Rosendo Estrada
- (1983 - 1986): Manuel Raúl González Estrada
- (1934 - 1935): Felícitos Vázquez Pacheco
- (1936 - 1937): Francisco Díaz Pacheco
- (1940 - 1941): Jesús María Casavantes
- (1942 - 1943): Melquiades León
- (1944 - 1946): Francisco Millán
- (1947 - 1949): Francisco Díaz Pacheco
- (1950 - 1953): Ing. Cipriano Estrada
- (1953 - 1955): Alberto Casavantes
- (1955 - 1957): Profr. Mario Matus
- (1957 - 1958): Ismael Domínguez Aviña
- (1958 - 1959): Alfonso Estrada
- (1959 - 1962): Eduardo Chávez
- (1962 - 1965): Alfonso Estrada
- (1965 - 1968): Profr. Gustavo Avitia Almuina
- (1968 - 1971): José Figueroa Oaxaca
- (1971 - 1974): Profr. Macario Vázquez Díaz
- (1974 - 1977): Manuel Alfonso Maldonado
- (1977 - 1980): Profr. Héctor Armando Ramos
- (1980 - 1983): Víctor J. Peregrino Antillón
- (1983 - 1986): Manuel Raúl González Estrada
- (1986 - 1989): Joaquín Orozco Márquez
- (1989 - 1992): Luis Raúl Moya Anchondo
- (1992 - 1995): Ing. Carlos Comadurán Amaya
- (1995 - 1998): Profr. Alfonso Domínguez Carreón
- (1998 - 2001): Jesús Alfredo Velarde Guzmán
- (2001 - 2004): Jorge Morales Morales
- (2004 - 2007): Profr. Alfonso Domínguez Carreón
- (2007 - 2010): José Gabriel Benjamín Almeyda Ochoa
- (2010 - 2013): Águeda Torres Varela
- (2013 - 2013): Alberto Gameros Terrazas
- (2013 - 2016): Efraín Hernández Caballero
- (2016 - 2018): Lic.Luis Fernando Chacón Erives
- (2018 - 2021): Ing.Carlos Comadurán Amaya
- (2021 - 2024): Ing. Carlos Comaduran Amaya
- (2024 - 2027): Prof. Salvador Fernando Villa Dominguez.